# Cerro Prieto, Querétaro Arteaga
Cerro Prieto är en ort i Mexiko.   Den ligger i kommunen Querétaro och delstaten Querétaro Arteaga, i den centrala delen av landet, 210 km nordväst om huvudstaden Mexico City. Cerro Prieto ligger 2 194 meter över havet och antalet invånare är 104.
Terrängen runt Cerro Prieto är huvudsakligen kuperad, men den allra närmaste omgivningen är platt. Runt Cerro Prieto är det ganska tätbefolkat, med 207 invånare per kvadratkilometer. Närmaste större samhälle är Comonfort, 17,9 km väster om Cerro Prieto. I omgivningarna runt Cerro Prieto växer huvudsakligen savannskog.